# Вальхензе
Ва́льхензе (Вальхен; нем. Walchensee) — озеро в Баварии на юге Германии. Находится к югу от Мюнхена, на высоте 800 м над уровнем моря в Баварских Альпах. Служит верхним водохранилищем для ГЭС Вальхензе.